# Styreen-maleïnezuuranhydride

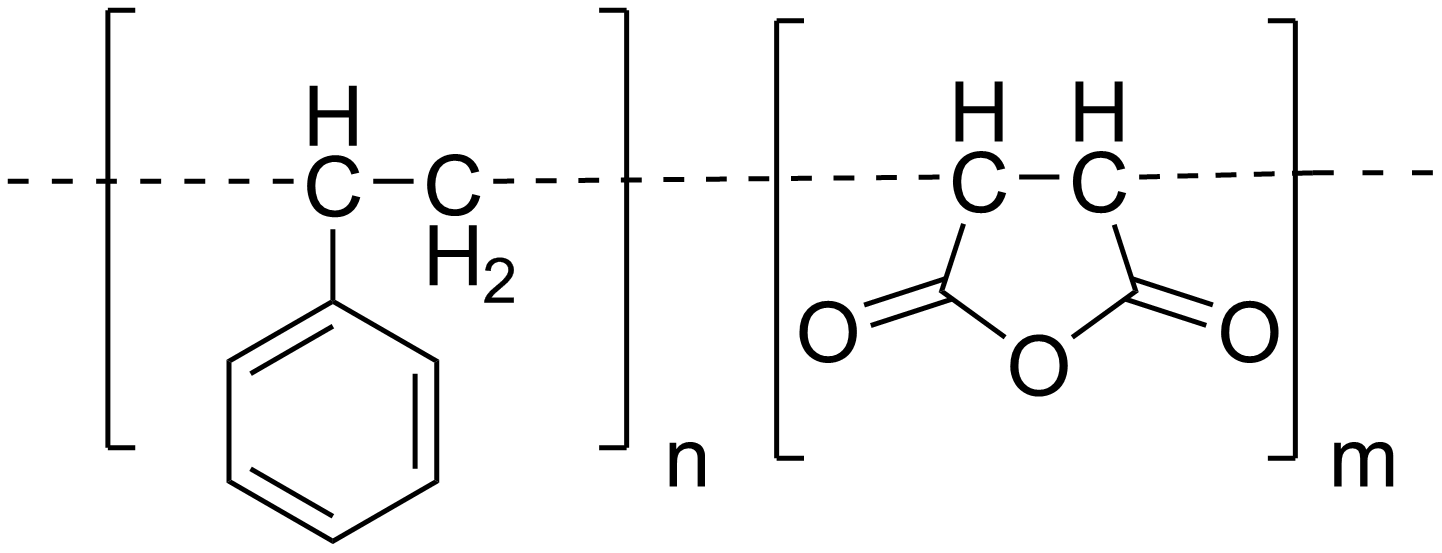
Structuur van SMA

Styreen-maleïnezuuranhydride (SMA) (CAS-nummer: 9011-13-6) is een thermoplastisch copolymeer van styreen en maleïnezuuranhydride (MA). Wanneer men evenveel styreen als MA gebruikt krijgt men een vrijwel perfect alternerend copolymeer, met afwisselend een styreen- en een MA-groep. In de praktijk gebruikt men meestal minder MA dan styreen omdat het polymeer dan beter verwerkbaar is. De eigenschappen van een SMA-copolymeer hangen af van het molecuulgewicht en de verhouding styreen/MA in het polymeer. Styreen is niet-polair en MA is polair en de verhouding tussen beide bepaalt de polariteit van het polymeer.

## Synthese
De polymerisatie is een additiepolymerisatie; als initiator kan een organisch peroxide gebruikt worden, bijvoorbeeld benzoylperoxide, of een azoverbinding zoals azobisisobutyronitril. De reactie is exotherm en de reactor moet sterk geroerd worden omdat het polymeer snel viskeus wordt en aanzwelt tot een gummiachtige massa. De eerste polymeren van styreen en maleïnezuur werden midden de jaren 1930 bereid.
SMA wordt geproduceerd door Polyscope in Geleen (merknaam: Xiran) en door Nova Chemicals (Dylark). Nova Chemicals heeft in 2009 echter besloten om de productie van Dylark technisch polymeer te stoppen vanwege de crisis in de automobielsector. Het produceert nog wel Dylark FG (food grade) voor verpakkingen van voedingswaren.

## Toepassingen
Kenmerkend aan SMA is dat de anhydridegroepen in het polymeer kunnen gehydrolyseerd worden in een alkalische waterige oplossing van bijvoorbeeld natriumhydroxide of ammoniumhydroxide waardoor men een natrium- of ammoniumzout verkrijgt. Die worden onder meer gebruikt voor het behandelen van papier, leder of textielvezels.
Hoogmoleculair SMA is een heldere, transparante kunststof die bestand is tegen hoge temperaturen en een hoge dimensionele stabiliteit heeft. Het is mengbaar met veel andere kunststoffen en heeft uiteenlopende toepassingen, waaronder:
- technisch polymeer, vooral voor auto-onderdelen; vezelversterkt of impactgemodificeerd SMA wordt o.a. gebruikt voor instrumentpanelen en consoles in auto's
- verpakkingen, bijvoorbeeld voor gebruik in de magnetron (Dylark FG van Nova Chemicals)[3]
- bijgemengd in andere polymeren zoals ABS, PMMA, PA of pvc verbetert het de temperatuursbestendigheid van die polymeren zodat ze bij hogere temperaturen kunnen verwerkt of gebruikt worden. Het vergroot ook de polariteit van ABS of PMMA, zodat voorwerpen uit die materialen gemakkelijker zijn te lakken, te bedrukken of te verchromen
- hulpmiddel om pigmenten, vulstoffen of vlamvertragers in polymeermatrices te kunnen dispergeren
- de hechting verbeteren tussen kunststoffen en andere materialen
- compatibiliser voor mengsels van kunststoffen die anders moeilijk met elkaar te mengen zijn zoals PC/ABS en PA/ABS

RISUG, acroniem voor Reversible Inhibition of Sperm Under Guidance, is een contraceptiemiddel bestaande uit SMA in het oplosmiddel dimethylsulfoxide, ontwikkeld in India. Het wordt onderzocht als een mogelijke techniek voor contraceptie bij mannen. Het is een niet-hormonale, niet-operatieve en reversibele techniek waarbij het middel geïnjecteerd wordt in de vaatholte van de zaadleider; het veroorzaakt veranderingen in de zaadcellen waardoor die inactief worden.

## Eigenschappen
- uitzicht: wit/gele, transparante korrels
- dichtheid: ca. 1,08 kg/dm3
- niet oplosbaar in water, wel in methanol, esters, ketonen, sommige gechloreerde koolwaterstoffen, en in basisch water (onder hydrolyse).
- glastemperatuur: 145 °C-175 °C
- smelt rond 115 °C
- niet brandgevaarlijk (vlampunt >340 °C)